# Ивановское (Рославльский район)
Ивановское— деревня  в  Смоленской области России,  в Рославльском районе. Расположена в южной части области  в 34 к востоку от Рославля, в 10 км к северу от станции Щепоть на железнодорожной ветке Рославль – Сухиничи и границы с Брянской областью,  в 10 км южнее  автодороги А101 Москва — Варшава («Старая Польская» или «Варшавка»).   Население — 363 жителя (2007 год). Административный центр Ивановского сельского поселения.

## Экономика
Средняя школа, медпункт, дом культуры, сельхозпредприятие «Ивановское».